# Zakazana planeta

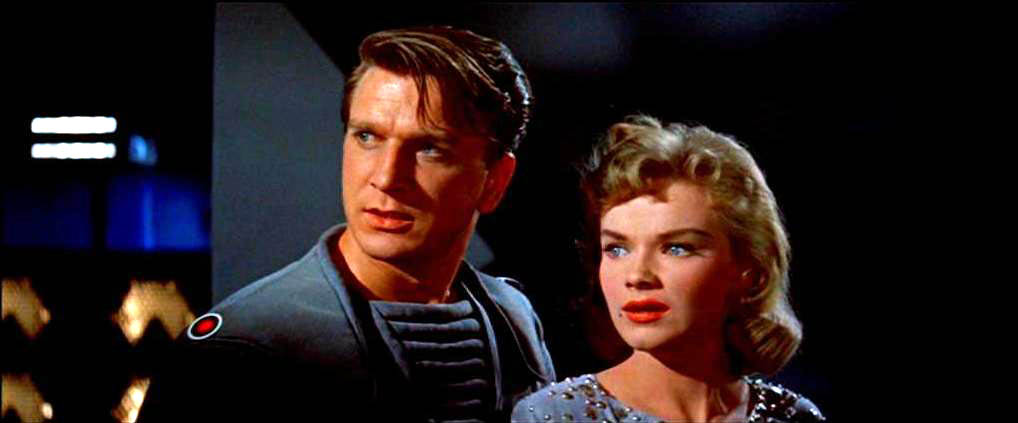
Leslie Nielsen oraz Anne Francis

Zakazana planeta (ang. Forbidden Planet) – film fantastycznonaukowy z 1956 roku w reżyserii Freda Wilcoxa, na podstawie scenariusza Cyrila Hume’a. Zagrali w nim m.in. Leslie Nielsen, Walter Pidgeon i Anne Francis.
Była to pierwsza tzw. wysokobudżetowa superprodukcja z gatunku science-fiction wyprodukowana w wytwórni MGM, dzisiaj zaliczana do klasyki gatunku. Zarówno główni bohaterowie, jak i sama fabuła były inspirowane sztuką Williama Szekspira Burza.
Film zasłynął głównie z efektów specjalnych, za które ich twórcy, A. Arnold Gillespie, Irving G. Ries oraz Wesley C. Miller otrzymali nominację do Oscara. Do stworzenia ścieżki dźwiękowej wykorzystano nowatorską wówczas muzykę elektroniczną. W filmie pojawił się również Robot Robby, jeden z pierwszych robotów goszczących na ekranie, które miały własną osobowość.

## Fabuła
Na początku XXIII wieku krążownik Zjednoczonych Planet C-57D zostaje wysłany na oddaloną o 16 lat świetlnych od Ziemi planetę Altair IV. Zadaniem załogi jest odkrycie losu ekspedycji naukowej, która przed 20 laty wyruszyła by założyć tam kolonię. Po wylądowaniu na powierzchni wita ich wyposażony w sztuczną inteligencję Robot Robby, który prowadzi ich do dr. Edwarda Morbiusa oraz jego córki, jedynych ocalałych.
Doktor Morbius cały czas spędza na badaniu nagle wymarłej 200 000 lat temu w nieznanych okolicznościach rasy zwanej Krellami. W jednym z ciągle działających laboratoriów odkrył maszynę zwielokrotniającą inteligencję i pozwalającą stworzyć trójwymiarowe projekcje dowolnej myśli użytkownika. Morbius użył jej raz, co mało go nie zabiło, ale spowodowało podwojenie jego inteligencji, dzięki czemu był w stanie zbudować Robby’ego oraz wiele technologicznych cudów w jego domu. Morbius pokazuje im ciągle działający, zasilany za pomocą 9200 reaktorów termojądrowych kompleks Krelli w kształcie sześcianu o wymiarach 30 kilometrów.
Pewnej nocy coś niszczy jedną z cennych części statku, który na rozkaz kapitana zostaje otoczony polem siłowym. To nie powstrzymuje intruza przed ponownym wtargnięciem i zabiciem głównego mechanika.
Kolejnej nocy, gdy intruz powraca okazuje się, że jest niewidoczny, a jedyny sposób na dostrzeżenie go to załamania promieni pola siłowego, gdy je przekracza. Stwór odporny na wszelkie próby zranienia go zaczyna mordować członków załogi. Gdy dr Morbius budzi się słysząc krzyk córki, atakujący znika.
Gdy komandor Adams rozmawia z dr. Morbiusem porucznik Ostrow postanawia zakraść się do tajemniczej maszyny i korzystając z niej zwiększyć swoją inteligencję i rozwiązać zagadkę intruza. Porucznik zostaje śmiertelnie ranny, jednak przed śmiercią oznajmia, że cały podziemny kompleks został zbudowany, by tworzyć wytwory myśli Krelli. Gdy dr Morbius zapewnia, że żaden Krell nie przeżył, Ostrow stwierdza, że mózg doktora po skorzystaniu z urządzenia pozwala uruchomić kompleks. To potwór stworzony przez Morbiusa zabił członków poprzedniej ekspedycji i morduje załogę statku.
Gdy Altaira wyznaje swoją miłość do komandora Adamsa atakuje ich potwór. Dr Morbius rozkazuje robotowi zabicie go, ten jednak nie reaguje rozpoznając stwora jako część Morbiusa, a jako jedyny sposób na zniszczenie go to zabicie doktora. Natrafiając na sprzeczne instrukcje obwody robota spalają się, potwór dostaje się na teren posiadłości i zaczyna topić prawie niezniszczalne drzwi, za którymi ukryli się komandor, Altaira i Morbius.
Doktor w końcu godzi się z tym, że potwór stanowi twór jego jaźni i stawia mu czoło. Gdy zostaje śmiertelnie ranny potwór znika, a Morbius poleca komandorowi pociągnięcie dźwigni uruchamiającej proces autodestrukcji kompleksu.
Komandor Adams, Altaira, Robby i pozostali członkowie załogi odlatują statkiem obserwując z kosmosu wybuch całej planety.

## Obsada
- Walter Pidgeon – dr Edward Morbius
- Anne Francis – Altaira „Alta” Morbius
- Leslie Nielsen – komandor John J. Adams
- Jack Kelly – porucznik Jerry Farman (pilot statku)
- Warren Stevens – porucznik „Doc” Ostrow
- Richard Anderson – porucznik Quinn (inżynier statku)
- Earl Holliman – kucharz na statku
- George Wallace – Bosun
- Bob Dix – Grey
- Jimmy Thompson – Youngerford
- James Drury – Joe Strong
- Harry Harvey – Randall
- Roger McGee – Lindstrom
- Peter Miller – Moran
- Morgan Jones – Nichols
- Richard Grant – Silvers
- Frankie Darro – kaskader wewnątrz robota (niewymieniony w czołówce)
- Marvin Miller – głos robota (niewymieniony w czołówce)
- Les Tremayne – narrator (niewymieniony w czołówce)
- James Best – członek załogi (niewymieniony w czołówce)
- William Boyett – członek załogi (niewymieniony w czołówce)